# L'Émeraude tragique
Pour plus de détails, voir Fiche technique et Distribution.
L'Émeraude tragique (titre original : Green Fire) est un film américain réalisé par Andrew Marton sorti en 1954.

## Synopsis
Le professeur René Mitrell explore les montagnes de Colombie pour rechercher des émeraudes cachées par les indiens pendant la conquête espagnole. Mais il est attaqué par des bandits. Le Père Ripero retrouve le professeur et le ramène chez lui pour le soigner. Mitchell fait alors la connaissance de Catherine dont il tombe amoureux. Mais il repart très vite pour trouver les émeraudes, surtout lorsque le bandit El Moro les convoite lui-aussi...

## Fiche technique
- Titre original : Green Fire
- Réalisation : Andrew Marton
- Scénario : Ivan Goff et Ben Roberts
- Directeur de la photographie : Paul Vogel
- Montage : Harold F. Kress
- Musique : Miklós Rózsa
- Production : Armand Deutsch
- Genre : Film d'aventure, Drame
- Pays :  États-Unis
- Durée : 100 minutes
- Date de sortie :
  -  États-Unis : 24 décembre 1954 (New York), 29 décembre 1954
  -  France : 22 juin 1955

## Distribution
- Stewart Granger (VF : Gabriel Cattand) : Pr Rian X. Mitchell (René Mitrell en VF)
- Grace Kelly (VF : Élina Labourdette) : Catherine Knowland
- Paul Douglas (VF : William Sabatier) : Vic (Pierre en VF) Leonard
- John Ericson (VF : Philippe Mareuil) : Donald (Thierry en VF) Knowland
- Murvyn Vye (VF : André Valmy) : El Moro
- José Torvay : Manuel
- Robert Tafur : Père Ripero
- Joe Dominguez : Jose
- Nacho Galindo (VF : Louis de Funès) : Capitaine Perez
- Charlita : Dolores
- Natividad Vacio : Hernandez
- Rico Alaniz : Antonio
- Paul Marion : Roberto
- Bobby Dominguez : Juan
- Alberto Morin (VF : Nicolas Amato) : Carlos
- Rodolfo Hoyos Jr. : le barman Pedro